# Parco nazionale dei laghi Waterton
Il parco nazionale dei laghi Waterton è un'area naturale protetta che si trova nell'angolo sud-occidentale dell'Alberta, in Canada, al confine con il Parco nazionale dei ghiacciai, un parco nazionale del Montana, negli Stati Uniti.
Waterton è stato il quarto parco nazionale del Canada, istituito fin dal 1895 e così chiamato per il lago Waterton che si trova al suo interno, il più profondo dei laghi delle Montagne Rocciose Canadesi. Il parco si estende su una superficie di oltre 500 chilometri quadrati.
Il parco è aperto tutto l'anno, anche se i mesi di maggior attrazione turistica sono luglio e agosto. All'interno dei confini del parco si trovano molte montagne, la più alta delle quali è il Mount Blakiston (2.920 metri).

## Storia
Nel 1932 il parco venne unito con il confinante Parco nazionale dei ghiacciai, che si trova negli Stati Uniti, per formare il parco internazionale della pace Waterton-Glacier, il primo parco della pace del mondo, creato come simbolo di amicizia e fratellanza fra le popolazioni dei due stati confinanti
Nel 1979 il parco venne designato come riserva della biosfera. Tra i diversi habitat all'interno del parco vale la pena ricordare: la prateria, la foresta di pioppi, la tundra alpina, la foresta di piante decidue e di conifere.
Nel 1995 il parco internazionale della pace Waterton-Glacier, di cui fa parte il parco nazionale dei laghi Waterton, è stato inserito nell'elenco dei patrimoni dell'umanità dell'UNESCO, a causa della grande biodiversità contenuta entro i suoi confini e degli spettacolari scenari naturalistici.

## Fauna
La fauna del parco nazionale includono lupi, coyote, volpi, linci canadesi, linci rosse, puma, orsi grizzly, orsi neri, pikas, lepri variabili, castoro, marmotte delle Montagne Rocciose, ghiottoni, aquile di mar a testa bianca, lontre di fiume, wapiti, alci, capre delle nevi, cervi muli, cervi dalla coda bianca e bighorn.